# (23625) Gelfond
Pour les articles homonymes, voir Gelfond.
(23625) Gelfond est un astéroïde de la ceinture principale.

## Description
(23625) Gelfond est un astéroïde de la ceinture principale. Il fut découvert le 19 novembre 1996 à Prescott (Arizona) par Paul G. Comba. Il présente une orbite caractérisée par un demi-grand axe de 2,24 UA, une excentricité de 0,11 et une inclinaison de 6,9° par rapport à l'écliptique.

## Compléments